# Maurice Piroutet
Maurice Piroutet (Salins-les-Bains, 17 septembre 1874 - Salins, 25 février 1939) est un géologue et paléontologue français.

## Biographie
Ses premiers travaux de géologie concernent le Jura. Licencié ès sciences naturelles, une bourse d'études du ministère des Colonies qu'il obtient en mai 1901, lui permet de partir pour la Nouvelle-Calédonie. 
Prenant la suite des travaux de Jules Garnier, il travaille ainsi cinq mois à une vue d'ensemble de la Grande Terre puis, chargé de mission par le ministère de l'instruction publique, y séjourne de nouveau neuf mois en 1905. Enfin, en 1909-1910, il y termine ses reconnaissances de terrain mais, atteint par la dysenterie doit regagner la France. 
Il soutient sa thèse en 1917. Celle-ci restera l'ouvrage de référence sur la géologie de la Nouvelle-Calédonie jusqu'à la Seconde Guerre mondiale. 
Préparateur de la chaire de paléontologie au Muséum d'histoire naturelle (1916-1918), professeur au collège de Salin, Maurice Piroutet, effectue le reste de sa carrière à la faculté des sciences d'Alger.

## Œuvres
On lui doit plus d'une centaine d'articles ainsi que :
- Mission géologique en Nouvelle-Calédonie, Revue coloniale, nouvelle série, vol.II, 1902-1903, p. 57-85
- Étude stratigraphique sur la Nouvelle-Calédonie, thèse, 1917
- Les aspects du sol néo-calédonien dans leurs rapports avec la géographie de l'île, Annales de géographie, 1918